# 프랭크 래닝

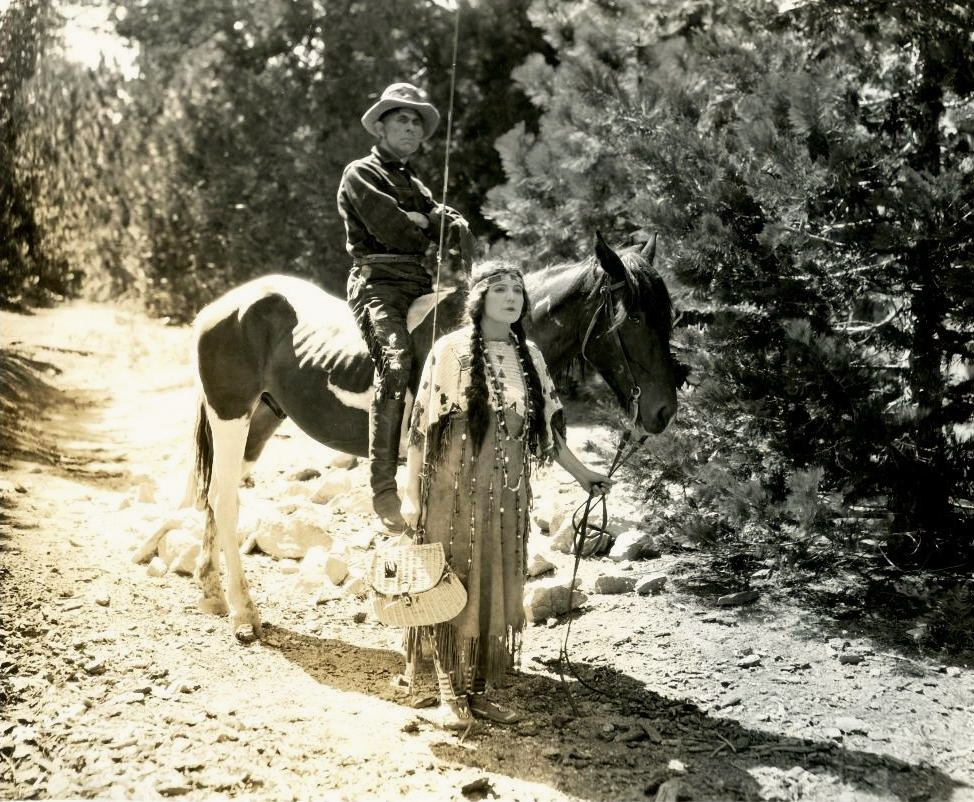

프랭크 래닝(Frank Lanning, 1872년 8월 14일 ~ 1945년 6월 17일)은 미국의 배우이다.
로스앤젤레스에서 사망하였다.

## 영화
- 후피! (1930년)
- 괴인 서커스단의 비밀 (1927년)